# Felipe Cardoso
João Felipe Sampaio Cardoso (Rio de Janeiro, 21 de dezembro de 1977), é um ator brasileiro.

## Carreira
Começou a carreira em 1990 aos doze anos na peça "De Volta a Escola". Trabalhou na minissérie bíblica José do Egito na qual interpretava Levi, um dos filhos de Jacó. Também integrou o elenco de Pecado Mortal, onde interpretou o desajeitado e engraçado Otávio Veneto. Em seguida foi escalado para trabalhar na produção da RecordTV "Os Dez Mandamentos", onde interpretou o personagem Zelofeade, esposo da personagem Abgail. Em 2017, interpretou o personagem Arioque na novela "O Rico e Lázaro". Atualmente, foi escalado para fazer Jacó na minissérie Lia, um dos papéis principais. Na teledramaturgia da RecordTV, ele é um dos envolvidos no triângulo amoroso entre Raquel, Lia e Jacó (seu personagem). Em 2019 foi escalado para viver o vilão Pedro Almada, um policial e traficante de drogas na novela Topíssima..

## Filmografia

### Televisão
| Ano  | Título                   | Personagem                 | Notas                                    |
| ---- | ------------------------ | -------------------------- | ---------------------------------------- |
| 1997 | Por Amor                 | Léo                        | Episódio: "18 de novembro"               |
| 2004 | Senhora do Destino       | Perez                      |                                          |
| 2005 | A Diarista               | Otávio                     | Episódio: "Aquele do Cartão Premiado"    |
| 2005 | Bang Bang                | Don                        |                                          |
| 2006 | Alta Estação             | Pedro Ivo Fagundes (Pepeu) |                                          |
| 2008 | Revelação                | Joabe da Silva (Maçarico)  |                                          |
| 2009 | Vende-se um Véu de Noiva | Flávio Marques             |                                          |
| 2011 | Ribeirão do Tempo        | Jairo Portela              | Episódios: "18–30 de março"              |
| 2011 | Sansão e Dalila          | Jidafe                     |                                          |
| 2013 | José do Egito            | Levi                       |                                          |
| 2013 | Pecado Mortal            | Otávio Venêto              |                                          |
| 2015 | Os Dez Mandamentos       | Zelofeade                  |                                          |
| 2017 | O Rico e Lázaro          | Arioque                    |                                          |
| 2018 | Lia                      | Jacó                       |                                          |
| 2018 | Jesus                    | Ami                        | Episódios: "19 de agosto–21 de novembro" |
| 2019 | Topíssima                | Detetive Pedro Almada      |                                          |
| 2021 | Genesis                  | Efrom                      | Fase: Jornada de Abraão                  |
| 2023 | Reis                     | Rei Araúna                 | Temporadas 6-8                           |

### Cinema
| Ano  | Título             | Personagem |
| ---- | ------------------ | ---------- |
| 2001 | Antes da Partida   | Caçula     |
| 2016 | Os Dez Mandamentos | Zelofeade  |